# Chess.com
Chess.com je internetový šachový server, sociální síť a internetové fórum. Funguje na principu freemium, kde jsou některé základní funkce zdarma, ale další část jich je zpoplatněna. Chess.com byl založen v květnu 2007 Erikem Allebestem a Jay Seversonem.
Podle hodnocení Alexa Internet je nejpopulárnějším šachovým serverem, ale konkuruje mu svobodný a otevřený Lichess. Má přes 40 milionů zaregistrovaných uživatelů a bez registrace nelze hrát. Lze hrát mnohé šachové varianty, analyzovat partie, řešit šachové úlohy či se jinak šachově vzdělávat a portál obsahuje i fórum, možnost zasílání zpráv mezi uživateli a sekci pro šachové novinky. Pořádá také turnaj šachových počítačů (Chess.com Computer Chess Championship; CCCC, později CCC), kde proti sobě hrají šachové motory jako Stockfish či Leela Chess Zero.